# Joutenjärvi
Joutenjärvi är en sjö i Finland. Den ligger i kommunen Muhos i landskapet Norra Österbotten, i den centrala delen av landet, 500 km norr om huvudstaden Helsingfors. Joutenjärvi ligger 106 meter över havet. I omgivningarna runt Joutenjärvi växer i huvudsak barrskog. Arean är 14,1 hektar och strandlinjen är 2,02 kilometer lång. Sjön  ingår i Uleälvens huvudavrinningsområde. 